# Аннамо
Аннамо (англ. Annamoe; ирл. Áth na mBó, «крепость коров») — деревня в Ирландии, находится в графстве Уиклоу (провинция Ленстер)на реке Авонбег у трасс R755 и R763.